# Tehiyà
Tehiyà (en hebreu: תחייה) (en català: Renaixement) originalment coneguda com a Banay (hebreu: בנא"י), un acrònim d'Aliança dels Lleialistes a Érets Israel (hebreu: ברית נאמני ארץ ישראל)), llavors Tehiyà-Benay (hebreu: תחייה - בנא "י), era un partit polític dretà d'Israel, que va existir des de 1979 fins al 1992. Als ulls de la majoria, Tehiyà es va identificar amb Gueülà Cohen, qui va fundar el partit i es va dirigir al llarg de la seva existència.

## Història
El partit va ser format el 1979 quan Gueülà Cohen i Moixè Xamir es va separar del Likkud, en protesta per la Pau de Camp David entre Egipte i Israel, en particular el lliurament de la península del Sinaí a Egipte, i el desallotjament dels seus residents israelians.
Tehiyà estava fortament associada amb el moviment extra-parlamentari de Gush Emunim, i inclou a membres prominents dels assentaments israelians a la Ribera Occidental i Gaza com Hanan Porat (més endavant ser membre de la Kenésset pel Partit Nacional Religiós i la Unió Nacional) i Elyakim Haetzni. Un altre dels fundadors i membre destacat va ser el físic Yuval Ne'eman.
En la seva primera prova electoral, les eleccions de 1981, Tehiyà va obtenir tres escons. Tot i la seva diferència d'opinió anterior, fou inclosa en el govern de coalició de Menahem Beguín amb Likkud, el Partit Nacional Religiós, Agudat Israel, Tami i Telem. Encara que Cohen no va prendre càrrec ministerial, Neeman va esdevenir Ministre de Ciència i Desenvolupament.
A les eleccions de 1984, Tehiyà va esdevenir el tercer partit més gran a la Kenésset, després de l'Alineació (Israel) i el Likkud, tot i que amb només cinc escons. No obstant això, van ser exclosos del govern d'unitat nacional de Ximon Peres i Yitshaq Xamir que incloïa l'Alineació, el Likkud, el Partit Nacional Religiós, Agudat Israel, Xas, Moraixà, Xinnuy i Ómets. Durant la sessió de la Kenésset, Rafael Eitan, desertà de Tehiyà per a fundar un nou partit, Tsómet.
El partit fou reduït a tres escons a les eleccions de 1988, i novament fou exclòs del govern d'unitat nacional de Xamir. No obstant això, quan l'Alinació abandonà la coalició el 1990, Tehiyà van ser convidats a un govern més dretà que incloïa el Likkud, el Partit Nacional Religiós, Xas, Agudat Israel, Déguel ha-Torà, i el Partit per a la Promoció de la Idea Sionista. Encara que Cohen va tornar a declinar un càrrec ministerial, Neeman va ser nomenat Ministre d'Energia i Infraestructura i Ministre de Ciència i Tecnologia. Malgrat la seva tardana entrada en el govern, el partit es va retirar de la coalició el 21 de gener de 1992 a protesta per la participació de Yitshaq Xamir a la conferència de Madrid.
A les eleccions legislatives d'Israel de 1992 el partit no va aconseguir travessar el llindar electoral, i posteriorment va desaparèixer. És probable que la major part del seu electorat anés al Tsómet d'Eitan, que va passar de dos escons en les eleccions de 1988 a vuit a les de 1992. Els dos partits competien amb el mateix electorat dretà secular, encara que Tsómet s'havia pronunciat com a molt més secular, fins i tot contra posicions religioses.
Tehiyà va afrontar una sèrie de posicions controvertides en el seu moment, alguns dels quals van ser aprovades pel corrent principal, el més important, la Llei de Jerusalem promulgada el 30 de juliol de 1980 sobre Jerusalem com la capital de l'Estat d'Israel.

## Resultats electorals
| Any  | Líder         | Vots                   | %                      | Escons  | +/– | Govern             |
| ---- | ------------- | ---------------------- | ---------------------- | ------- | --- | ------------------ |
| 1981 | Yuval Ne'eman | 44,700                 | 2.31 (#7)              | 3 / 120 | Nou | Coalició           |
| 1984 | Yuval Ne'eman | Coalició Tehiyà-Tsómet | Coalició Tehiyà-Tsómet | 4 / 120 | 1   | Oposició           |
| 1988 | Yuval Ne'eman | 45,489                 | 1.99 (#10)             | 3 / 120 | 1   | Oposició (1988–90) |
| 1988 | Yuval Ne'eman | 45,489                 | 1.99 (#10)             | 3 / 120 | 1   | Coalició (1990–92) |
| 1992 | Yuval Ne'eman | 31,957                 | 1.22 (#11)             | 0 / 120 | 3   | Extraparlamentari  |